# سبدنشین چرچرو
سبدنشین چرچرو (نام علمی: Cisticola njombe) نام یک گونه از سرده سبدنشین است.